# A budai vár (digitális adatbázis)
A budai vár egy 2013-ban létrehozott internetes adatbázis és összefoglaló mű, amely a Várnegyed történetével, műemlékeivel, utcáival és tereivel foglalkozik. A weboldalt a Budapesti Történeti Múzeum és az MTA Bölcsészettudományi Kutatóközpontjának kutatói szerkesztik.
A budai vár. Építészeti és helytörténeti emlékek című, CD-n kiadott adatbázison alapuló, magyar és angol nyelvű honlap a legújabb kutatások összegzésével mutatja be a budai várat és környékét. A helytörténeti és építészeti szövegek mellett az oldalon található egy archív fotókat, festményeket és rajzokat tartalmazó galéria, illetve a Várnegyed részletes, házszámos térképe is. A kutatók a szabad hozzáférés jegyében döntöttek az internetes megjelenés mellett.